# اس‌جی سیمسون (کشتی پاروزن)
اس‌جی سیمسون (کشتی پاروزن) (به انگلیسی: S.G. Simpson (sternwheeler)) یک کشتی بود که طول آن ۱۱۵٫۲ فوت (۳۵٫۱ متر) بود.